# 浦賀インターチェンジ

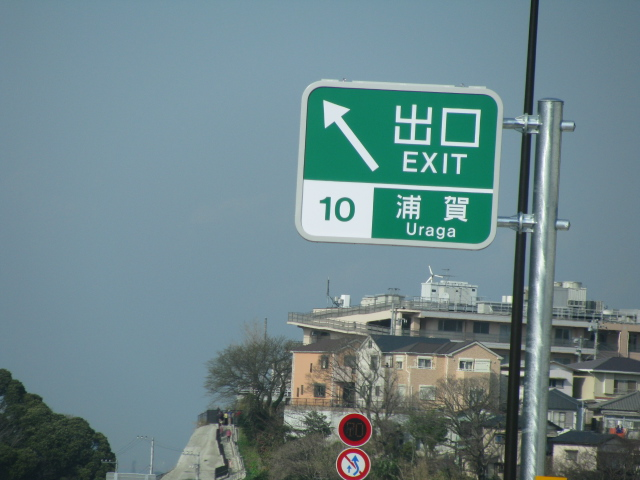
浦賀インターチェンジ(横浜方面より)

浦賀インターチェンジ（うらがインターチェンジ）は、神奈川県横須賀市に設置された横浜横須賀道路本線のインターチェンジ。狩場方面入口、馬堀海岸方面出口のみのハーフICである。通行料金の収受は1つ新保土ヶ谷IC寄りにある佐原TBで行う。

## 道路
- E16 横浜横須賀道路(10番)
- 神奈川県道208号浦賀港線

## 歴史
- 2009年（平成21年）3月20日 - 開通。

## 周辺
- 浦賀駅
- 浦賀港
- 神奈川県道209号観音崎環状線
- 横須賀市立浦賀小学校
- 横須賀市立浦賀中学校

## 隣
E16 横浜横須賀道路
(9) 佐原IC - 佐原TB - (10) 浦賀IC - (11) 馬堀海岸IC